# 東松島市立宮野森小学校
東松島市立宮野森小学校（ひがしまつしましりつ みやのもりしょうがっこう）は、宮城県東松島市野蒜ケ丘2丁目にある公立小学校である。

## 概要
東日本大震災で被災した東松島市立野蒜小学校と児童数の減少した東松島市立宮戸小学校が統合して、宮野森小学校が開校した。
C・W・ニコルが2011年の東日本大震災の年に、住人たちを、自身が育てている長野県黒姫のアファンの森に招待したことがきっかけで、ニコルが宮野森小学校の創設を支援した。

## 学校名について
学校名については10個の候補が挙がり、住民投票が実施された。その結果、宮野森小学校が選ばれた。名前の由来は宮戸、野蒜の名前を残しつつ新しい学校像である「森の学校」への思いを込めて地域から愛される学校になるようにとのこめてである。

## 所在地
- 宮城県東松島市野蒜ケ丘2丁目1番地1号

## 沿革
- 2016年（平成28年）
  - 4月1日 - 開校。開校時点では、小野地区の仮設プレハブ校舎で統合し、授業を行った[5][6]。
  - 4月7日 - 開校式挙行[5]。
  - 4月8日 - 第1回入学式挙行[5]。
  - 4月23日 - 宮野森小学校PTA発足総会開催[5]。
- 2017年（平成29年）
  - 1月9日 - 新校舎落成式挙行[5]。
  - 1月10日 - 第3学期始業式より、野蒜ヶ丘の新校舎での授業開始[5]。
  - 2月25日 - 新校舎お披露目式挙行[5]。
  - 3月18日 - 第1回卒業式挙行[5]。
  - 7月14日 - 第1回学校運営協議会（コミュニティスクール）開催[5]。
  - 11月27日 - 野外ステージ完成セレモニー開催[5]。
- 2018年（平成30年）
  - 2月20日 - 体育館校歌レリーフ設置[5]。
  - 9月8日 - スポーツ笑顔の教室開催[5]。
- 2019年（平成31年・令和元年）
  - 2月3日 - 第1回ふるさと発表会の開催（生活科・総合的な学習の時間の取組発表）[5]。
  - 3月22日 - 契約更新によりタブレット型PC40台パソコン室に導入[5]。
  - 6月14日 - 鴇田くに奨学基金図書寄贈式挙行し、コンサート開催[5]。
  - 12月23日 - バスケットボールゴール寄贈式挙行[5]。
- 2021年（令和3年）
  - 1月8日 - GIGAスクール構想により、1人1台タブレット端末導入[5]。
  - 2月18日 - 跳び箱（6段）2台と高跳びグラスバーが寄贈される[5]。
  - 9月16日 - テイラー・アンダーソン記念基金「テイラー文庫」贈呈式挙行[5]。
- 2022年（令和4年）
  - 7月26日 - 弘済会スクールパック贈呈事業により、鉄棒回転補助用具が贈呈される[5]。
  - 11月25日 - 鳴瀬未来中学校区「コミュニティ・スクール研修会」・「学びを語り合う会」開催[5]。

## 校歌
- 作詞、作曲を歌手の加藤登紀子が手がけた[7]。

## 教育目標
- 「ふるさとを愛し、夢に向かってがんばる児童の育成」～きらっと夢、あふれる笑顔、宮野森っ子～

## 通学区域と進学先中学校
出典

### 学区
- 浅井（石田、大栗、大手、小池、下宿、下館、丸塚）、大塚、新東名、宮戸

### 進学先中学校
- 東松島市立鳴瀬未来中学校

## 周辺
- 東松島市立野蒜保育園 - 東松島市道をはさんで、校地南西側に隣接。かつ、進学前保育園のひとつ。
- 宮城県警石巻警察署野蒜駐在所 - 東松島市道をはさんで、敷地が隣接。
- 復興の森 - 校地北側に隣接。
  - 森の劇場
  - サウンドシェルター
- JR仙石線・仙石東北ライン - 線路は近いが、駅は、やや離れている。
- 東松島市役所野蒜市民センター

## アクセス
- JR東日本仙石線・仙石東北ライン
  - 野蒜駅から、徒歩約650m・約10分。
  - 東名駅から、徒歩約845m・約13分。